# كاري بيترز
كاري بيترز (بالفرنسية: Kari Peters)‏ هو متزحلق لوكسمبورغي، ولد في 17 نوفمبر 1985 في ديديلانج ‏ في لوكسمبورغ.

## وصلات خارجية
- كاري بيترز على موقع الاتحاد الدولي للتزلج (التزلج الريفي) (الإنجليزية)
- كاري بيترز على موقع اللجنة الأولمبية الدولية (الإنجليزية)
- كاري بيترز على موقع أوليمبيديا (الإنجليزية)